# Lovrečina Grad
Lovrečina Grad, je dvorac je udaljen 4 km od Vrbovca, na cesti prema Križevcima. U njemu se nalazi Škola životnih vještina Zajednice Cenacolo. Dvorac je moguće posjetiti subotom i nedjeljom, a i tijekom tjedna uz prethodnu najavu. Dvorac je zaštićeno kulturno dobro.

## Povijest
Povijest kraja počinje još 1102. godine kad je nastala Kolomanova cesta kroz Gostović. Godine 1223. prvi se put spominje gospoštija Gostović koja kasnije dobiva ime Lovrečina po obližnjoj crkvi sv. Lovre (u Lovrečkoj Varoši). Dvorac se kao sagrađen prvi put spominje 1540. godine, kada su ga držali Gregorijanci, a služio je u borbi protiv Turaka. Za vrijeme seljačke bune 1755. godine dvorac je oštećen.
Dvorac je prvobitno bio trokrilni s valjkastim kulama na uglovima, a danas su sačuvane samo dvije kule. U 19. stoljeću dvorac je obnovljen u duhu neobaroka.
U njemu je, njegujući tradiciju starih recepata i spravljanja jela, od 1925. – 1940. godine djelovala Domaćinska škola. Osamdesetih je godina ondje sniman poznati hrvatski film Kanarinčeva ljubovca (1988.), rađen prema istoimenoj noveli Augusta Šenoe. Od 1956. dvorac je služio kao samostan Sestara milosrdnica, a od 1999. godine dvorac se koristi kao edukacijsko središte Zajednice Cenacolo.

## Opis
Nekoliko kilometara sjeveroistočno od Vrbovca, u nizinskom predjelu, nalazi se dvorac poznat pod nazivom Lovrečina – grad. Sagradio ga je I. Gezthya u 16. st. nakon kojeg se izmjenjuju brojni vlasnici, a 1909. g. darovan je Družbi sestara milosrdnica u čijem vlasništvu je i danas. Tvrđava grad spominje se prvi put 1540. g. Za vrijeme seljačke bune 1755. g. bio je oštećen, pa ga tadašnji vlasnik Ladislav Kiš obnavlja i istovremeno proširuje dogradivši postojećim dvama krilima novo sjeverno i zapadno krilo. U intervencijama 19. st. dvorac je izgubio sjeverno i zapadno krilo te se formirao tlocrt u obliku ključa s glavnim južnim krilom. Obnovljen je 1898. g. u neorenesansnom stilu.

## Zaštita
Pod oznakom Z-2253 zaveden je kao nepokretno kulturno dobro - pojedinačno, pravna statusa zaštićena kulturnog dobra, klasificirano kao "sakralna graditeljska baština".

## Poznati stanovnici
- Josip Buturac